# Paul Berlenbach
Paul Berlenbach (Nova Iorque, 18 de fevereiro de 1901 - Nova Iorque, 30 de setembro de 1985) foi um pugilista americano, campeão mundial dos meios-pesados entre 1925 e 1926.

## Biografia
Durante sua infância Berlenbach ficou surdo-mudo, em virtude de uma sequela deixada pela escarlatina. Todavia, aos 15 anos de idade, Berlenbach miraculosamente recuperou sua audição e capacidade de fala, após ter levando um choque em um fio de alta tensão.
Praticante de luta olímpica, Berlenbach participou da delegação americana nos Jogos Olímpicos de 1920 e, posteriormente, tanto em 1922, quanto em 1923, acabou conquistando seus dois títulos no campeonato nacional da AAU Wrestling.
Entretanto, em 1923, Berlenbach resolveu desisitir da luta olímpica e se tornou um lutador de boxe, tendo iniciado sua carreira de pugilista com uma impressionante sequencia de dez vitórias consecutivas, todas elas via nocaute.
No início de 1924, porém, Berlenbach acabou sofrendo sua primeira derrota na carreira diante de Jack Delaney, em uma luta na qual o até então invicto Berlenbach sofreu três quedas e terminou nocauteado no quarto assalto.
Recuperando-se de seu revés, em seguida, Berlenbach emplacou uma sequência de quinze vitórias e dois empates, culminando com sua vitória por nocaute sobre o ex-campeão mundial dos meios-pesados Battling Siki.
Em virtude desse seu êxito contra Siki, Berlenbach então ganhou uma oportunidade de lutar contra o campeão mundial dos meios-pesados Mike McTigue. Ocorrida em 1925, a luta entre McTigue e Berlenbach durou quinze assaltos e acabou sendo decidida nos pontos, em um resultado unânime dos jurados, todos a favor do novo campeão mundial Paul Berlenbach.
Uma vez campeão mundial dos meios-pesados, Berlenbach defendeu seu título com sucesso em três ocasiões, tendo conseguido superar Jimmy Slattery, Jack Delaney e Young Sribling.
Entretanto, em seu terceiro confronto contra Jack Delaney, realizado em meados de 1926, Berlenbach acabou perdendo a luta e seu título mundial para Delaney. Posteriormente, Berlenbach tornou a perder mais uma luta para o seu grande nêmesis Jack Delaney.
Encerrando sua carreira em 1933, Berlenbach completou dez anos no boxe com um cartel bastante positivo de 40 vitórias, sendo 34 delas por nocaute, 8 derrotas e 3 empates.
Em 2001, Paul Berlenbach foi incluído na galeria dos seletos boxeadores imortalizados pelo International Boxing Hall of Fame.